# Détári Lajos
Détári Lajos László (Budapest, 1963. április 24. –) hatvanegyszeres válogatott, hétszeres világválogatott és egyszeres Európa-válogatott magyar labdarúgó, edző. Détári a Bp. Honvéd saját nevelésű játékosa, aki egyike a magyar labdarúgás utolsó klasszisainak. Játékosként megfordult négy országban és profi sportpályafutásának jelentősebb állomáshelye a Frankfurt és az Olimbiakósz volt. Edzőként eddig a legjelentősebb sikerét Szombathelyen érte el, ahol feljutott a Haladással az élvonalba. Détári edzőként még sehol sem töltötte ki a szerződését, 12 év alatt 19 csapat kispadján fordult meg.

## Pályafutása

### A honvédos évek
Détári Lajos a gyermekkorát a budapesti állami lakótelepen töltötte. Gyerekként a közeli Aszfaltútépítő pályájára jártak focizni, ahol hamar felfedezték és leigazolták. Innen került a Honvéd ifjúsági csapatához. Kispesten kezdte profi pályafutását 1980-ban, nem volt még 18 éves, amikor debütált a Honvédban a Pécsi MSC elleni idegenbeli mérkőzésen. 
A következő szezontól már meghatározó tagja volt a csapatnak, amellyel három egymást követő idényben nyert bajnokságot (1983/84, 1984/85 és 1985/86) és lett egyúttal az NB1 gólkirálya is. 1985-ben az év legjobb magyar játékosává választották. 1987-ben Debrecenben játszott utoljára a Honvéd mezében egy 2-0-s kispesti győzelmet hozó mérkőzésen.

### Légiósélet
Az 1986/87. évi bajnokság megnyerését követően a Honvédból az Eintracht Frankfurtba szerződött, amellyel megnyerte a DFB-kupát. Az 1988. május 28-án Berlinben rendezett döntőben az ő 81. percben szerzett találatával diadalmaskodtak a VfL Bochum felett. Ennek ellenére a szezon végén Görögországba távozott, mivel a játékjogát rekordösszegért, 18 millió német márkáért eladták az Olimbiakósznak. Az itt eltöltött két esztendő alatt bajnokságot ugyan nem sikerült nyernie, de utolsó évében görög kupát nyert. A két szezon alatt szerzett 33 bajnoki góljának köszönhetően a szurkolók kedvence volt, s a mai napig nagy tisztelet övezi, a klub stadionjában névre szóló széke van.
1990-ben Olaszországba igazolt, ahol a Bologna FC játékosa lett. Az olasz klubbal az UEFA-kupa negyeddöntőig menetelt és Alpok Kupát (Coppa delle Alpi) nyert. 1992-ben átigazolt az Anconához, ahol 11 gólt szerzett. Rövid ferencvárosi kitérő után a Genoa játékosa lett, de mindössze 8 mérkőzésen lépett pályára.
1994-ben végleg elhagyta Itáliát, s Svájcba szerződött. A Neuchâtel csapatával bronzérmet szerzett, s megválasztották az év játékosának. Két év után újra országot váltott, s Ausztriába, a Sankt Pöltenhez igazolt.

### Levezetés
Détári 1999-ben tért haza újra, s a BVSC-ben játszott, majd Dunakeszire igazolt. Ezek után már az edzőségre készült, s edzősködése mellett focizott még külföldön: előbb visszatért Ausztriába, majd a magyar lakta szlovák Felsőpatony negyedosztályú csapatához igazolt. A klubnál nagy felhajtás fogadta, bemutatkozó sajtótájékoztatójára kilenc TV-társaság volt kíváncsi, s ünnepi keretek közt nyújtották át neki a 10-es mezt. Első mérkőzésén a Nagylúcsnak két gólt rúgott, de annak ellenére, hogy a későbbiekben is jól szerepelt, a csapat gyenge eredményeket ért el. Végül 2001-ben visszavonult, miután elfogadta a Csepel vezetőinek ajánlatát.
Détárinak a szlovák klub vezetői nagyszabású búcsúmérkőzést akartak szervezni, ahol a "Détári barátai" mérkőztek volna meg a legjobb felvidéki játékosokkal kiegészülő Felsőpatony ellen. A gála végül elmaradt, mert a magyar közvélemény felháborítónak találta, hogy a magyar labdarúgás egyik legnagyobb alakja külföldön búcsúzzon el.

### A válogatottban
A válogatottban 1984-ben lépett először pályára, Svájc ellen. Az 1984. október 17-ei emlékezetes, 2:1-es idegenbeli magyar győzelemmel záruló Hollandia-Magyarország EB-selejtező 26. percében megszerezte első válogatott gólját is, amely a magyar válogatott egyenlítő gólja volt. Ezt további tizenkét válogatott gól követte, melyek közül a legfontosabb az osztrákok elleni vb-selejtezőn elért gyönyörű találata, amelyet egy Puskás Öcsi legszebb mozdulatait idéző lövőcsel előzött meg; a legszebb (egyben alighanem a magyar válogatott történetének egyik legszebb gólja) pedig a lengyelek ellen 1987. május 17-én, majdnem az alapvonalról becsavart szabadrúgása.
Az 1986-os mexikói világbajnokságra Mezey György irányításával kijutott magyar csapat egyik oszlopa, irányító középpályása volt, aki a mexikói vébén játszott mindhárom csoportmérkőzésen pályára lépett, és Kanada ellen ő lőtte a magyar válogatott mindmáig utolsó vb-gólját. 

### Edzőként
Détári még játékos karrierje befejezése előtt edzőnek állt, 2000 szeptemberében írt alá egy évre az FC Bihor Oradeához, amelyhez akkor érkezett új tulajdonos, Marius Vizer személyében. Munkáját azonban nem tudta befejezni, mert szezon közben menesztették.
2001 őszén, miután befejezte pályafutását, Török József hívására Csepelre szerződött szintén egy évre. Fél év után azonban ismét váltott, ám ezúttal nem azért, mert menesztették, hanem úgymond előre lépett.
2001 telén ugyanis megkereste nevelőegyesülete, a Kispest Honvéd, mivel az Újpest kivásárolta az addigi edzőt, Glázer Róbertet. Miután a csepeli vezetők elengedték fél plusz 2 évre írt alá. Kispesten az elvárás a középmezőny volt, amit év végére teljesített is a csapat, 7. helyen zárt. A következő szezon előtt a csapat elindulhatott az Intertotó-kupában, de a Vilinius ellen kiestek Détári irányításával. A bajnoki rajtot azonban már nem vele kezdte el a Kispest, mert annak ellenére, hogy teljesítette az elvárásokat, a rajt előtt a klubhoz érkező új tulajdonos, Piero Pini nem Détárival képzelte el a jövőt, hanem Fitos Józseffel.
Nem sokáig maradt klub nélkül, 2002 novemberében ugyanis felkérték a hanoi ACB vezetőedzőjének. Détári nem egyedül szerződött Vietnámba, vele tartott volt kispesti focistái Lázár Vilmos és Téger István is, valamint Kovács Béla és Kenesei Zoltán is. Három hónap próbaidőre írt alá, azonban hat hónapig húzódott a kaland, ekkor az elmaradó sikerek miatt közös megegyezéssel távozott.
Miután hazatért, rögtön talált csapatot, a másodosztályú szombathelyi Lombard Haladáshoz szerződött, ahol ismét Glázer Róbertet váltotta. A vasi egylet tíz fordulóval a vége előtt hét pontra volt a feljutó helytől, s Détáritól várták, hogy vele elérjék azt. Bár az első mérkőzésen vereséget szenvedtek, parádés hajrával végül élvonalba jutott a gárda. Ez volt Détári edzői karrierjének első igazi sikere. Az NB I-ben is jól indult a Haladás, s éppen ezért volt meglepő, amikor a Videoton 3-0-s legyőzése után lemondott Détári Lajos. A lemondását azzal indokolta, hogy összeveszett a klub elnökével, Bíró Péterrel.
Détárit 2003 decemberében ismét csapatához hívta Török József, ezúttal Tatabányára. Az NB II alsó régiójában tanyázó együttessel szinte csodát művelt, majdnem elérték az osztályzós helyezést. Év végén előbb szerződést hosszabbítottak, majd végül mégis távozott.
Az élvonalba akkor feljutó DVTK 1910 ajánlatát fogadta el, s Őze Tibort váltotta a kispadon. Csakhogy a diósgyőri klub nem kapott az induláshoz nélkülözhetetlen klublicencet, ezért nem indulhatott a bajnokságban. Ugyanakkor a Balaton FC Miskolcra költözése után felajánlották neki, hogy irányítsa együtt a csapatot Kiprich Józseffel, de Détári ezt elutasította. Így hoppon maradt, miután Tatabányán már megegyeztek Sisa Tiborral.
A 2004–2005-ös őszi szezonnak kispad nélkül vágott neki, egészen a hatodik fordulóig maradt így, amikor menesztették Nyíregyházán a Herédi-Várhidi duót, s kötöttek Détárival fél plusz egyéves szerződést. A klub télen Détári kérésére nagy átalakításon ment keresztül: tizenöt játékost elküldtek, s helyükre tíz új érkezett. Ennek ellenére a csapat nem ragadt meg az élvonalban, s a kiesést követően elköszöntek Détáritól.
2005 nyarán visszatért játékoskori sikereinek színhelyére, s a görög másodosztályú Panserraikoshoz igazolt. A cél az élvonalba jutás volt, azonban rövidre sikeredett az együttműködés. Már a második bajnoki előtt felfüggesztették állásából, mert vitába keveredett a klub elnökével.
Ezek után Détári az ötödosztályú budapesti kiscsapathoz, az Unione FC-hez szerződött. A csapat irányításával megnyerte a bajnokságot, azonban nem tudta vállalni az NB III-at.
2006 márciusában Kisteleki István felkérte a válogatott pályaedzőjének, s 2007 novemberéig szóló szerződést kötöttek. Már az első tétmérkőzésen, a norvégok ellen hazai 1-4 után a közönség kórusban követelte Bozsik és Détári lemondását, de ekkor még helyén maradtak. A szégyenteljes máltai kudarc után pedig már közutálatnak örvendett a két edző, s 2006 októberében az MLSZ vezérkara győri ülése után menesztette a kapitányt. Détári sem maradhatott posztján, előbb felfüggesztették, majd 2007 januárjában bontottak vele szerződést.
A menesztése után három nappal foglalta el az ötödosztályú Felsőpakony vezetőedzői tisztségét. Áprilisban megkereste a Ferencváros, de végül az igazgatótanács nem őt választotta, így maradt Felsőpakonyban.
2007 júniusában korábbi nagyváradi főnöke, Marius Vizer hívta Sopronba, aholvá 1+2 évre írt alá. Első bajnokiján Détárit elküldték a kispadról, s három mérkőzésre eltiltották, mert megsértette Solymosi Péter játékvezetőt. Az FC Sopronnál közben tulajdonosváltás történt, s az új tulajdonos, Antonio Righi a Mór elleni Magyar Kupa mérkőzés után menesztette.
2008 januárjában megkereste a görög FC Poros vezetősége, hogy legyen a csapat edzője. Bár megegyezett a Tatabányával, a tulajdonos végül nem őt, hanem egy külföldi edzőt szerződtetett, így Détári a görögökhöz írt alá.
2008 júniusában Détárit az élvonalbeli BFC Siófok csapatának vezetőedzőjévé nevezték ki. A Siófok rendkívül gyengén szerepelt irányításával, fél évkor kieső helyen álltak, ezért a vezetőedzői poszton leváltották, Aczél Zoltán követte a padon. Détárit nem rúgták ki, csak az utánpótláshoz irányították.
2009 januárjában Vecsés FC szakmai igazgatójának nevezték ki, miután a BFC Siófok nem gördített akadályt távozása elé. A csapatot amikor átvette, tizennegyedik, azaz kieső helyen állt, végül év végén tizenegyedikként bent marad. A szezon végén elköszöntek tőle, s Herédi Attila váltotta posztján.
2009 nyarán felvetődött a neve a DVTK-nál, de végül Aczél Zoltánt nevezték ki vezetőedzőnek. Végül a tornaljai FK Tornala szakmai igazgatója lett, s 2012-ig írt alá a rimaszombati területi első osztályú klubhoz. 2010. november elején ismét a Vecsés FC vezetőedzője lett. 2011 augusztusában kinevezték a Ferencváros szakmai igazgatójává, de egy év közös munka után, 2012. augusztus 20-án az Újpesttől elszenvedett vereség után közös megegyezéssel távozott a klubtól.

## Sikerei, díjai

### Klubcsapatokkal
Honvéd
- Magyar bajnokság
  - bajnok (3): 1984, 1985, 1986
  - bronzérmes (1): 1983
- Magyar Népköztársasági-kupa
  - győztes (1): 1985
  - döntős (1): 1983
- BEK
  - nyolcaddöntő (1): 1985-1986

 Eintracht Frankfurt
- Német kupa
  - győztes (1): 1988

 Olimpiakosz
- Görög bajnokság
  - ezüstérmes (1): 1988
- Görög kupa
  - győztes (1): 1990

 Bologna
- UEFA-kupa
  - negyeddöntős (1): 1990-1991

 Ferencváros
- Magyar kupa
  - győztes (1): 1994
- Magyar szuperkupa
  - győztes (1): 1993

 Neuchâtel Xamax
- Svájci bajnokság
  - bronzérmes (1): 1995

### Válogatottal
Magyarország
- Világbajnokság
  - csoportkör (1): 1986
- világranglista 3. helyezett, Európa-ranglista első (1985)

Világválogatott (7)
Európa-válogatott (1)

### Egyéni
- A világ 9.legjobb játékosa (World Soccer): 1988
- A világ legdrágább játékosa (17,8 millió német márka=6 millió angol font=8 millió amerikai dollár): 1988
- Aranylabda 21. helyezett: 1985
- Az év magyar labdarúgója (1): 1985
- NB1-es gólkirály (3): 1985 (18), 1986 (27), 1987 (19)
- Német bajnokság legjobb külföldi játékosa: 1988
- Görög bajnokság legjobb játékosa: 1989
- Svájci bajnokság legjobb játékosa: 1994

## Statisztika

### Mérkőzései a válogatottban
| Magyarország | Magyarország         | Magyarország                          | Magyarország     | Magyarország | Magyarország   | Magyarország  | Magyarország | Magyarország       |
| #            | Dátum                | Helyszín                              | Hazai            | Eredmény     | Vendég         | Kiírás        | Gólok        | Esemény            |
| ------------ | -------------------- | ------------------------------------- | ---------------- | ------------ | -------------- | ------------- | ------------ | ------------------ |
| 1.           | 1984. augusztus 22.  | Budapest, Népstadion                  | Magyarország     | 3 – 0        | Svájc          | barátságos    | -            |                    |
| 2.           | 1984. augusztus 25.  | Budapest, Népstadion                  | Magyarország     | 0 – 2        | Mexikó         | barátságos    | -            |                    |
| 3.           | 1984. szeptember 26. | Budapest, Népstadion                  | Magyarország     | 3 – 1        | Ausztria       | vb-selejtező  | -            |                    |
| 4.           | 1984. október 17.    | Rotterdam, Feijenoord Stadion         | Hollandia        | 1 – 2        | Magyarország   | vb-selejtező  | 1            | 26'                |
| 5.           | 1984. november 17.   | Limassol, Tszirion Stadion            | Ciprus           | 1 – 2        | Magyarország   | vb-selejtező  | -            |                    |
| 6.           | 1985. január 29.     | Hamburg, Volksparkstadion             | NSZK             | 0 – 1        | Magyarország   | barátságos    | -            |                    |
| 7.           | 1985. április 3.     | Budapest, Népstadion                  | Magyarország     | 2 – 0        | Ciprus         | vb-selejtező  | -            |                    |
| 8.           | 1985. április 17.    | Bécs, Hanappi Stadion                 | Ausztria         | 0 – 3        | Magyarország   | vb-selejtező  | 1            | 48'                |
| 9.           | 1985. május 14.      | Budapest, Népstadion                  | Magyarország     | 0 – 1        | Hollandia      | vb-selejtező  | -            |                    |
| 10.          | 1985. október 16.    | Cardiff, Ninian Park                  | Wales            | 0 – 3        | Magyarország   | barátságos    | 1            | 89'                |
| 11.          | 1985. december 9.    | Irapuato (MEX)                        | Magyarország     | 1 – 0        | Dél-Korea      | barátságos    | -            |                    |
| 12.          | 1985. december 11.   | Monterrey, Technológico Stadion (MEX) | Magyarország     | 3 – 1        | Algéria        | barátságos    | -            | 46'                |
| 13.          | 1985. december 14.   | Toluca                                | Mexikó           | 2 – 0        | Magyarország   | barátságos    | -            |                    |
| 14.          | 1986. január 30.     | El, ben-Khalifa-stadion (QAT)         | Ázsia-válogatott | 0 – 3        | Magyarország   | barátságos    | -            | 62'                |
| 15.          | 1986. február 1.     | Doha, el-Kabir-stadion (QAT)          | Ázsia-válogatott | 0 – 2        | Magyarország   | barátságos    | -            |                    |
| 16.          | 1986. február 2.     | Doha                                  | Katar            | 0 – 3        | Magyarország   | barátságos    | 1            | 50'                |
| 17.          | 1986. március 16.    | Budapest, Népstadion                  | Magyarország     | 3 – 0        | Brazília       | barátságos    | 1            | 5'                 |
| 18.          | 1986. június 2.      | Irapuato, Estadio Irapuato (MEX)      | Szovjetunió      | 6 – 0        | Magyarország   | vb-csoportkör | -            |                    |
| 19.          | 1986. június 6.      | Irapuato, Estadio Irapuato (MEX)      | Magyarország     | 2 – 0        | Kanada         | vb-csoportkör | 1            | 76'                |
| 20.          | 1986. június 9.      | León, Estadio León (MEX)              | Magyarország     | 0 – 3        | Franciaország  | vb-csoportkör | -            |                    |
| 21.          | 1986. október 15.    | Budapest, Népstadion                  | Magyarország     | 0 – 1        | Hollandia      | Eb-selejtező  | -            |                    |
| 22.          | 1986. november 12.   | Athén, Olimpiai Stadion               | Görögország      | 2 – 1        | Magyarország   | Eb-selejtező  | -            |                    |
| 23.          | 1987. április 29.    | Rotterdam, Feijenoord Stadion         | Hollandia        | 2 – 0        | Magyarország   | Eb-selejtező  | -            |                    |
| 24.          | 1987. május 17.      | Budapest, Népstadion                  | Magyarország     | 5 – 3        | Lengyelország  | Eb-selejtező  | 2            | 61' (11-esből) 76' |
| 25.          | 1987. szeptember 23. | Varsó, Legia-stadion                  | Lengyelország    | 3 – 2        | Magyarország   | Eb-selejtező  | -            |                    |
| 26.          | 1987. október 14.    | Budapest, Népstadion                  | Magyarország     | 3 – 0        | Görögország    | Eb-selejtező  | 1            | 4'                 |
| 27.          | 1987. november 18.   | Budapest, Népstadion                  | Magyarország     | 0 – 0        | NSZK           | barátságos    | -            |                    |
| 28.          | 1987. december 2.    | Budapest, Üllői úti Stadion           | Magyarország     | 1 – 0        | Ciprus         | Eb-selejtező  | -            | 80'                |
| 29.          | 1988. április 27.    | Budapest, Népstadion                  | Magyarország     | 0 – 0        | Anglia         | barátságos    | -            |                    |
| 30.          | 1988. május 10.      | Budapest, Népstadion                  | Magyarország     | 2 – 2        | Dánia          | barátságos    | -            |                    |
| 31.          | 1988. május 17.      | Budapest, Népstadion                  | Magyarország     | 0 – 4        | Ausztria       | barátságos    | -            |                    |
| 32.          | 1988. október 19.    | Budapest, Népstadion                  | Magyarország     | 1 – 0        | Észak-Írország | vb-selejtező  | -            |                    |
| 33.          | 1989. március 8.     | Budapest, Népstadion                  | Magyarország     | 0 – 0        | Írország       | vb-selejtező  | -            |                    |
| 34.          | 1989. április 4.     | Budapest, Népstadion                  | Magyarország     | 3 – 0        | Svájc          | barátságos    | 1            | 22' 81'            |
| 35.          | 1989. április 12.    | Budapest, Népstadion                  | Magyarország     | 1 – 1        | Málta          | vb-selejtező  | -            |                    |
| 36.          | 1989. április 26.    | Taranto, Jacovone Stadion             | Olaszország      | 4 – 0        | Magyarország   | barátságos    | -            |                    |
| 37.          | 1989. június 4.      | Dublin, Landsdowne Road               | Írország         | 2 – 0        | Magyarország   | vb-selejtező  | -            |                    |
| 38.          | 1989. szeptember 6.  | Belfast, Windsor Park                 | Észak-Írország   | 1 – 2        | Magyarország   | vb-selejtező  | -            |                    |
| 39.          | 1989. október 11.    | Budapest, Népstadion                  | Magyarország     | 2 – 2        | Spanyolország  | vb-selejtező  | -            |                    |
| 40.          | 1989. október 25.    | Budapest, Népstadion                  | Magyarország     | 1 – 1        | Görögország    | barátságos    | -            |                    |
| 41.          | 1990. március 28.    | Budapest, Népstadion                  | Magyarország     | 1 – 3        | Franciaország  | barátságos    | -            | 80'                |
| 42.          | 1991. április 17.    | Budapest, Népstadion                  | Magyarország     | 0 – 1        | Szovjetunió    | Eb-selejtező  | -            | 63'                |
| 43.          | 1991. május 1.       | Salerno, Arechi Stadion               | Olaszország      | 3 – 1        | Magyarország   | Eb-selejtező  | -            |                    |
| 44.          | 1991. szeptember 11. | Győr, Rába ETO Stadion                | Magyarország     | 1 – 2        | Írország       | barátságos    | -            |                    |
| 45.          | 1991. szeptember 25. | Moszkva, Luzsnyiki Stadion            | Szovjetunió      | 2 – 2        | Magyarország   | Eb-selejtező  | -            |                    |
| 46.          | 1991. október 9.     | Székesfehérvár, Sóstói Stadion        | Magyarország     | 0 – 2        | Belgium        | barátságos    | -            |                    |
| 47.          | 1991. október 30.    | Szombathely, Rohonci úti stadion      | Magyarország     | 0 – 0        | Norvégia       | Eb-selejtező  | -            |                    |
| 48.          | 1992. március 25.    | Budapest, Népstadion                  | Magyarország     | 2 – 1        | Ausztria       | barátságos    | 1            | 65'                |
| 49.          | 1992. szeptember 9.  | Luxembourg, Municipal Stadion         | Luxemburg        | 0 – 3        | Magyarország   | vb-selejtező  | 1            | 16'                |
| 50.          | 1992. október 11.    | Doha                                  | Katar            | 1 – 4        | Magyarország   | barátságos    | -            |                    |
| 51.          | 1993. március 7.     | Fukuoka, Hakatanomori Stadion         | Japán            | 0 – 1        | Magyarország   | Kirin-kupa    | -            |                    |
| 52.          | 1993. március 10.    | Nagoja, Mizuho Stadion (JPN)          | Egyesült Államok | 0 – 0        | Magyarország   | Kirin-kupa    | -            |                    |
| 53.          | 1993. március 31.    | Budapest, Népstadion                  | Magyarország     | 0 – 1        | Görögország    | vb-selejtező  | -            |                    |
| 54.          | 1993. április 15.    | Budapest, Népstadion                  | Magyarország     | 0 – 2        | Svédország     | barátságos    | -            |                    |
| 55.          | 1993. április 28.    | Moszkva, Luzsnyiki Stadion            | Oroszország      | 3 – 0        | Magyarország   | vb-selejtező  | -            |                    |
| 56.          | 1993. szeptember 8.  | Budapest, Üllői úti Stadion           | Magyarország     | 1 – 3        | Oroszország    | vb-selejtező  | -            |                    |
| 57.          | 1993. október 27.    | Budapest, Üllői úti Stadion           | Magyarország     | 1 – 0        | Luxemburg      | vb-selejtező  | 1            | 20'                |
| 58.          | 1994. március 9.     | Budapest, Népstadion                  | Magyarország     | 1 – 2        | Svájc          | barátságos    | -            | 46'                |
| 59.          | 1994. szeptember 7.  | Budapest, Népstadion                  | Magyarország     | 2 – 2        | Törökország    | Eb-selejtező  | -            |                    |
| 60.          | 1994. október 12.    | Budapest, Népstadion                  | Magyarország     | 0 – 0        | Németország    | barátságos    | -            | 57'                |
| 61.          | 1994. november 16.   | Stockholm, Råsunda Stadion            | Svédország       | 2 – 0        | Magyarország   | Eb-selejtező  | -            |                    |
|              | Összesen             |                                       |                  | 61           | mérkőzés       |               | 13           | gól                |